# Asklepios Kliniken Hamburg

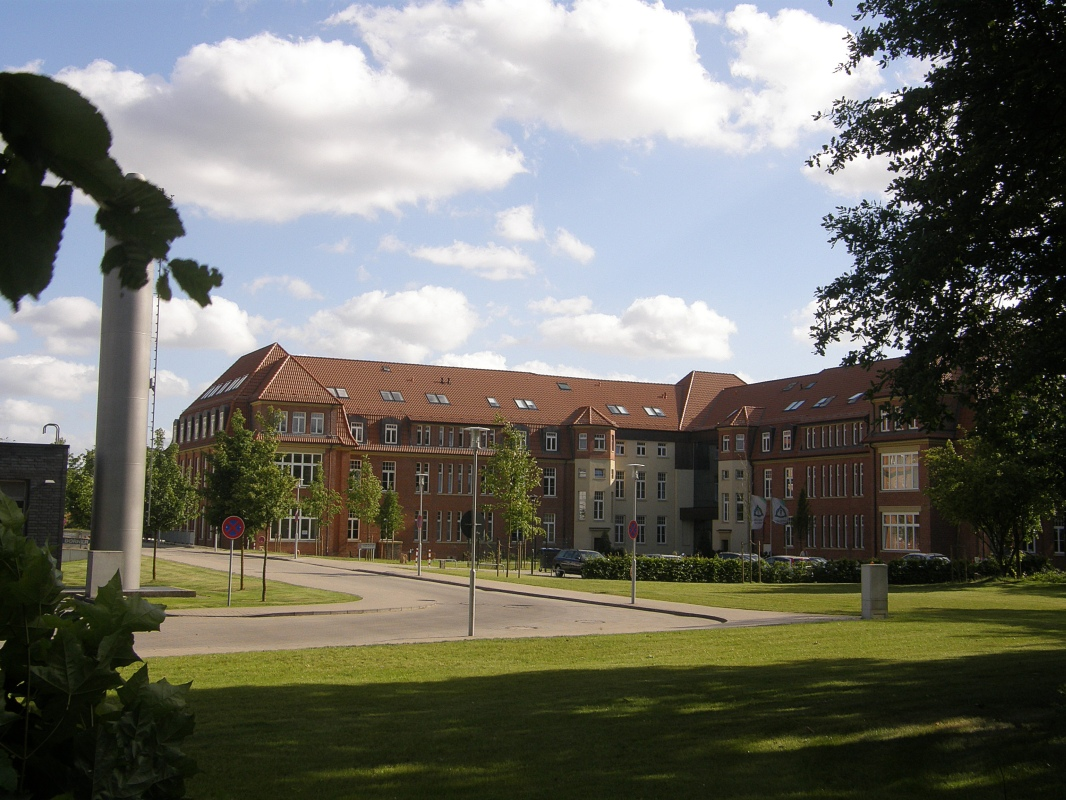
Die Firmenzentrale in Hamburg-Barmbek (Rübenkamp 226)

Die Asklepios Kliniken Hamburg GmbH wurde 2007 durch die Übernahme von 74,9 Prozent am Landesbetrieb Krankenhäuser Hamburg (LBK) durch die Asklepios Kliniken gegründet. Im Geschäftsjahr 2022 erzielte das Unternehmen einen Umsatz von 1,36 Milliarden Euro. Das Unternehmen ist einer der größten Arbeitgeber in Hamburg.

## Geschichte

### Vorgeschichte und Gründung
Die Asklepios Kliniken Hamburg GmbH ging aus zehn ursprünglich selbständigen Allgemeinen Krankenhäusern der Stadt Hamburg hervor. Diese wurden 1981 zu einem eigenständigen, aber rechtlich unselbstständigen Betrieb, dem Landesbetrieb Krankenhäuser Hamburg (LBK), zusammengeführt. Im Jahr 1995 erfolgte per Landesgesetz die Umwandlung des Landesbetriebs in eine Anstalt des öffentlichen Rechts, was ihm juristische Selbstständigkeit verlieh. Zu diesem Zeitpunkt war der LBK stark verschuldet. Infolgedessen wurde das Hamburger Hafenkrankenhaus auf St. Pauli zum 1. März 1997 geschlossen, die weiteren Kliniken wurden auf andere Krankenhäuser verteilt. Ein Jahr später wurde das AK Ochsenzoll mit dem AK Heidberg zum AK Nord zusammengelegt. 1999 verzeichnete das Unternehmen ein Defizit von etwa 130 Millionen D-Mark, was zu Einsparungen von 200 Millionen D-Mark und dem Abbau von rund 2000 Arbeitsplätzen führte.
Laut Geschäftsbericht des LBK stiegen die Verbindlichkeiten bis 2003 auf 477,7 Millionen Euro, während der Verlust um 22,5 Prozent auf 86,7 Millionen Euro und der Bilanzverlust um 45,8 Prozent auf 276,5 Millionen Euro anstieg.
Am 16. Dezember 2004 genehmigte der Hamburger Senat den Verkauf des LBK an das Krankenhaus-Unternehmen Asklepios Kliniken. Zunächst wurden 49,9 Prozent der Anteile übertragen, und Asklepios übernahm die unternehmerische Führung der verbliebenen sieben LBK-Kliniken. Zu Beginn des Jahres 2007 erhielt Asklepios weitere 25 Prozent der Anteile, sodass die Stadt Hamburg nur noch eine Sperrminorität von 25,1 Prozent behielt. Damit wurde die Asklepios Kliniken Hamburg GmbH gegründet, in der die LBK-Kliniken aufgingen.

### Expansion
2008 wurde der nicht-medizinische Bereich der Kliniken in die Asklepios Services Hamburg GmbH ausgelagert. In einer Rede vor der Hamburger Bürgerschaft im Jahr 2009 sprach die Linken-Abgeordnete Kersten Artus davon, dass die Leiharbeit bei Asklepios auf bis zu 30 Prozent ausgedehnt werden solle. Auf eine Anfrage des Hamburger Senats im Februar 2009 wurden genaue Informationen zu den Zahlen der Leiharbeit trotz der Beteiligung der Stadt Hamburg am Unternehmen aufgrund von Geschäftsgeheimnissen verweigert.
Im September 2008 gründeten die Asklepios Kliniken in Zusammenarbeit mit der Semmelweis-Universität in Budapest auf dem Gelände der Asklepios Klinik St. Georg den Asklepios Campus Hamburg für Medizinstudenten, wobei die Asklepios Medical School, eine 100-prozentige Tochtergesellschaft der Asklepios Kliniken Hamburg, als Träger fungiert. An der Asklepios Klinik St. Georg wurde im November 2009 ein Herz-, Gefäß- und Diabeteszentrum (HGDZ) für über 25 Millionen Euro eröffnet.
Asklepios wurde 2010 von Arbeitsrechtlern als „Schlecker der Klinikbetreiber“ bezeichnet. Das Unternehmen entgegnete in einer Stellungnahme, dass der Anteil an Zeitarbeitern bei Ärzten und Pflegemitarbeitern sehr gering sei, und alle Mitarbeiter der Asklepios Kliniken nach den geltenden Tarifen bezahlt würden. Im Januar 2010 wurde bekannt, dass die Geschäftsführung von Asklepios versuchte, die Gründung eines Betriebsrates in den Tochtergesellschaften zu verhindern. Im Dezember 2010 folgte die Eröffnung der Medizinischen Akademie Hamburg (MAH), die Ergotherapeuten, Logopäden und Physiotherapeuten ausbildet.
Laut einem Bericht der Hans-Böckler-Stiftung aus dem Jahr 2011 verfolgte Asklepios das Konzept, neue Mitarbeiter in verschiedenen Bereichen über Tochterunternehmen zu beschäftigen. Noch im selben Jahr wurde eine Vereinbarung mit dem Konzernbetriebsrat getroffen, die eine maximale Leiharbeitsquote von 10 Prozent zuließ. In dieser Vereinbarung wurde ein Mindestlohn von 8,50 Euro pro Stunde festgelegt, der jedoch nicht für die Tochterfirmen galt; dort fand überwiegend der IGZ-Tarif für Zeitarbeit Anwendung.
Im Geschäftsbericht von 2011 sprach das Unternehmen von einer freiwilligen Selbstverpflichtung, die Leiharbeitsquote konzernweit auf 3 Prozent zu beschränken und gab an, dass diese Quote bei etwa 2 bis 2,8 Prozent lag. Im Jahr 2012 arbeiteten insgesamt 1.650 Mitarbeiter von rund 13.000 Beschäftigten in vier Servicegesellschaften, wobei weniger als die Hälfte in befristeten Anstellungen tätig war. Nach Ablauf ihrer Verträge konnten diese Angestellten jedoch im Mutterkonzern übernommen werden, wo sie nach Tarif bezahlt wurden.
Ab 2013 bot Asklepios im Rahmen der vom Auswärtigen Amt geförderten Initiative „Transformationspartnerschaft im Gesundheitswesen“ (TAPiG) eine Ausbildung zum Gesundheits- und Krankenpfleger für 150 junge Menschen aus Tunesien an. Im August 2013 zog sich das Unternehmen aufgrund unterschiedlicher Vorstellungen zu den Vertragsbedingungen von der Initiative zurück.
Die Asklepios Klinik Altona eröffnete im November 2013 das größte Perinatalzentrum Deutschlands für 9 Millionen Euro. Im September 2014 wurde am Asklepios Klinikum Harburg ein Neubau für 52 Millionen Euro eingeweiht, der eine erweiterte Zentrale Notaufnahme, neue Herzkatheterlabore und einen Hybrid-Operationssaal umfasst sowie einen Hubschrauberlandeplatz erhielt. Anfang 2017 gründeten die sieben Asklepios Kliniken Hamburg das Asklepios Tumorzentrum Hamburg, das jährlich etwa 16.000 Tumorpatienten behandelt und welches das größte interdisziplinäre Tumorzentrum in Hamburg und Umgebung darstellt.
Nach acht Jahren Umbauarbeiten und Investitionen von 100 Millionen Euro wurden im August 2018 die Sanierungs- und Modernisierungsmaßnahmen am Asklepios Klinikum Wandsbek abgeschlossen, einschließlich des Ausbaus der Zentralen Notaufnahme und einer neuen Intensivstation sowie neun zusätzlichen Operationssälen. Zusätzlich wurde das standortübergreifende Altersmedizinische Zentrum Ancoris eröffnet, das stationäre und ambulante Behandlungsangebote im Bereich Altersgesundheit bereitstellt.

### Jüngere Entwicklungen
Im Jahr 2020 wurde ein Willkommenszentrum für internationale Pflegekräfte eingerichtet, um medizinisches Fachpersonal zu rekrutieren, auszubilden und zu integrieren. Über die Arbeit des Integrationsteams an der Asklepios Klinik Nord berichtete das Hamburger Abendblatt in einer Serie, die mit mehreren Preisen ausgezeichnet wurde. Seit Januar 2023 fungiert das Institut für Sportmedizin und Prävention an der Asklepios Klinik St. Georg als lizenziertes sportmedizinisches Untersuchungszentrum des Deutschen Olympischen Sportbundes (DOSB), sodass alle Bundeskadersportler (OK, PK, EK, NK1) ihre jährliche medizinische Grunduntersuchung in St. Georg durchführen lassen können.
Bis Ende 2024 investierte Asklepios Kliniken Hamburg 1,2 Milliarden Euro an Eigenmitteln in die sieben eigenen Krankenhäuser.

## Unternehmensstruktur
Die Asklepios Kliniken Hamburg GmbH ist seit 1995 ein wirtschaftlich eigenständiger Betrieb und ist Bestandteil des Konzerns Asklepios Kliniken GmbH & Co. KGaA. Das Unternehmen besteht aus Krankenhäusern sowie zentralen Diensten, Tochterunternehmen und Beteiligungen. Sie ist Mitglied in der Vereinigung der kommunalen Arbeitgeberverbände (VKA), einer Tarifgemeinschaft für kommunale Arbeitgeber in Deutschland, die bundesweit tarifliche Regelungen für den öffentlichen Dienst verhandelt.
Mit rund 911.000 Patienten ist Asklepios das größte Unternehmen am Gesundheitsstandort Hamburg. In mehr als 100 Fachabteilungen sind über 2100 Ärzte und Therapeuten sowie rund 4800 Pflegekräfte beschäftigt.
Weiterhin lagerten die Hamburger Kliniken laut eines Medienberichts von 2012 therapeutische Leistungen an die Asklepios Klinik Am Kurpark Bad Schwartau aus. Diese ist ebenfalls eine Tochter der Asklepios Kliniken Hamburg.
Im Geschäftsjahr 2022 erzielte das Unternehmen einen Umsatz von 1,36 Milliarden Euro und beschäftigte 12.140 Mitarbeiter. Alle Gewinne, die das Unternehmen erzielt, fließen direkt in die eigenen Kliniken zurück.

### Tochterunternehmen
- Asklepios Services GmbH (wurde zum 1. Januar 2014 aufgelöst und in vier Unternehmen aufgeteilt)
- Asklepios Facility Services Hamburg GmbH
- Asklepios Service Reinigung GmbH
- Asklepios Objektbetreuung Hamburg GmbH
- Asklepios Logistics Hamburg GmbH
- Asklepios Privita GmbH
- Asklepios Medi top Pflegedienst & Service GmbH
- Asklepios Dienstleistungsgesellschaft Hamburg
- Asklepios IT-Services Hamburg GmbH
- ZIT – Zentralinstitut für Transfusionsmedizin GmbH[1][20]

## Standorte
Die Standorte der Asklepios Kliniken Hamburg GmbH verteilen sich über die gesamte Hansestadt, hinzu kommt ein Standort im schleswig-holsteinischen Bad Schwartau. Im Einzelnen gehören dazu:
- Asklepios Klinik Hamburg Unternehmenszentrale, Hamburg
- Asklepios Klinik Altona, Hamburg
- Asklepios Reha-Klinik Bad Schwartau GmbH, Königstein im Taunus
- Asklepios Klinik Altona, Hamburg
- Asklepios Klinik Barmbek, Hamburg
- Asklepios Klinik Harburg, Hamburg
- Asklepios Klinik Nord (Standorte Heidberg, Ochsenzoll und Wandsbek)
- Asklepios Klinik St. Georg, Hamburg
- Asklepios Klinik Wandsbek, Hamburg
- Asklepios Facility Services Hamburg GmbH, Hamburg
- Asklepios IT-Services GmbH Hamburg, Hamburg
- Asklepios MVZ Nord GmbH, Hamburg: betreibt neun Medizinische Versorgungszentren mit insgesamt 14 Standorten in Hamburg und Schleswig-Holstein[37]
- Asklepios Westklinikum Hamburg, Hamburg-Rissen
- Asklepios Medical School GmbH, Hamburg
- Asklepios MVZ Nord GmbH, Hamburg
- Facharztzentrum an der Kampnagelfabrik, Hamburg[38]
- Medicum Hamburg, Hamburg: Europas größtes Fachzentrum für Diabetologie, Ernährungsmedizin und angrenzende Fachgebiete[39]
- Medilys Laborgesellschaft mbh, Hamburg
- MVZ, Prof. Mathey, Prof. Schofer GmbH, Hamburg

Der Standort des Verwaltungssitzes befindet sich in Hamburg-Barmbek.

## Dienstleistungen
Das Unternehmen hat den Schwerpunkt der Versorgung im nicht-zyklischen Akutmarkt. Während im Jahr 2022 95,9 Prozent des Geschäftsvolumens auf die Krankenhäuser der Akutversorgung und etwa 1,0 Prozent auf den Rehabilitationsbereich entfielen, wurden die übrigen Umsätze durch die weiteren medizinischen Einrichtungen generiert.

## Soziales Engagement und Sponsoring
2014 etablierten die Hamburger Asklepios Kliniken den Asklepios Lebensretterpreis, der im Herbst 2024 in Kooperation mit dem Hamburger Abendblatt zum zehnten Mal verliehen wurde.
2022 wurden die Hamburger Asklepios Kliniken medizinischer Partner des Handball-Bundesligisten HSV Hamburg. Seitdem fungiert Sportorthopädie-Chefarzt Michael Hoffmann von der Asklepios Klinik St. Georg als verantwortlicher Mannschaftsarzt.
Angesichts der steigenden Übergriffe von Patienten und deren Angehörigen auf Mitarbeitende in Kliniken und Gesundheitseinrichtungen starteten die Asklepios Kliniken Hamburg Anfang November 2024 die Kampagne #HaltzuGewalt. Ziel dieser Initiative ist es, die Gesellschaft für das Thema Gewalt gegen medizinisches Fachpersonal in Kliniken zu sensibilisieren.